# Regina senza corona
Regina senza corona (Miss Firecracker) è un film commedia del 1989 diretto da Thomas Schlamme.
È la versione cinematografica della pièce scritta da Beth Henley, intitolata The Miss Firecracker Contest, messa in scena per la prima volta nel 1984 dalla compagnia Manhattan Theater Club e con Holly Hunter nel ruolo principale.

## Trama
Carnelle desidera intensamente vincere il concorso di bellezza che la sua cittadina, Yazoo City nel Mississippi, organizza ogni anno, così da emulare la vittoria di sua cugina Elain, incoronata reginetta alcuni anni prima. Carnelle, quando era solo una bambina, è stata adottata da una ricca zia (ora morta) ed è conosciuta in paese come una ragazza di facili costumi. Per iscriversi al concorso perde anche il posto in una fabbrica di scatolette per gatti. All'improvviso piombano nella grande casa della defunta, dove Carnelle vive sola, la snob Elain, trasferitasi già da tempo in un'altra città e in crisi con il marito, e l'eccentrico fratello di questa, Delmount, appena uscito da una clinica psichiatrica. I due, a differenza dell'infantile sarta di colore detta "Occhi di rana", pur affezionati alla loro cugina più giovane, non daranno a Carnelle un grande sostegno alla sua preparazione per il concorso, sia perché in fondo non credono lei abbia i numeri per farcela, sia perché assorbiti dai propri problemi.